# 宇宙征服者のオベリスク
宇宙征服者のオベリスク（うちゅうせいふくしゃのオベリスク、Monument to the Conquerors of Space、ロシア語:Монумент «Покорителям космоса»）は、宇宙探査におけるソビエト人の達成を記念して1964年にモスクワに建てられた記念碑である。その基部に宇宙飛行士記念博物館が位置している。

## 所在
宇宙征服者のオベリスクは、モスクワ北東部の平和通り近くにある全ロシア博覧センターの入り口の外側に建てられている。モスクワ地下鉄のヴェデンハ駅から近い。
1960年代以来、モスクワのこの地区には、オベリスクやその下の博物館以外にも宇宙開発関連の場所や名前が多く集まっていた。博覧センターのコスモスパビリオンでは、ソビエト連邦の宇宙開発の多くの成果が展示された。またこの地区の多くの通りが、ニコライ・キバーリチチ、フリードリッヒ・ザンデル、ユーリ・コンドラチュク等、宇宙開発の先駆者やセルゲイ・コロリョフ等、宇宙開発への参加者から命名された。
オベリスクの南を通る宇宙飛行士通りには、ソビエト人宇宙飛行士の胸像が飾られている。
モスクワのこの地区への建設が決まったのは、おそらく平和通りが北東の方向に、多くの宇宙開発の拠点となったコロリョフ市まで伸びているためだと考えられる。セルゲイ・コロリョフ自身は、このオベリスクから数区画の家に住んでいたが、この家は現在、コロリョフ記念博物館として保存されている。

## 歴史
1958年3月、スプートニク1号の打ち上げから数カ月後に、宇宙時代の夜明けを記念するオベリスクのコンペが開催されることが公表された。350の応募の中から、彫刻家A.P. Faidysh-Krandievskyと建築家A.N. Kolchin及びM.O. Barshchによる作品が選ばれた。オベリスクのオープンは1964年10月4日のスプートニク1号打上げ7周年の日に設定された。
このオベリスクは当初より内部に博物館を収めるように設計されていたが、ガガーリンの飛行の20周年にあたる1981年4月10日になってやっと宇宙飛行士記念博物館がオープンした。博物館は3年間の改修を経て、2009年4月12日に再オープンした。

## デザインと彫刻
オベリスク全体はロケットの排気プルームの形状をしていて、頂上にはロケットが乗せられている。高さは107mで、コロリョフの提案によりチタンの被覆材で覆われている。
オベリスクの前には、宇宙飛行士の先駆者であるコンスタンチン・ツィオルコフスキーの像が置かれている。
オベリスクの礎石には、次のようなロシア語の詩が刻まれている。
またその下には、小さな文字で「このモニュメントは宇宙探査におけるソ連の人々の偉大な達成を記念するために建設された」という奉納文と1964年という年が書かれている。
オベリスクの両脇には、宇宙開発に携わった科学者、技術者、作業員等の男女がそれぞれの職業に特徴的な携行品を持つ姿を描いたレリーフが置かれている。有名なものとしては、コンピュータプログラマは紙テープを持っており、宇宙飛行士は宇宙服を着ている。最初の宇宙犬ライカも描かれている。政治家は描かれていないが、向かって右側のレリーフに描かれた人物はウラジーミル・レーニンの旗に向かって進んでいる。

## その他
宇宙征服者のオベリスクは、十月革命の50周年を記念した1967年の10コペイカ硬貨の肖像となっている。この硬貨は、これまでソビエト連邦で発行された最小額の記念硬貨である。

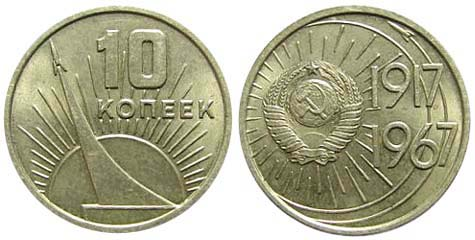
十月革命50周年の10コペイカ記念硬貨